# Суничник
Суничник, або суничне дерево (Arbutus) — рід дерев або кущів з родини вересових.
Має яскраво-червону навесні і восени кору. Листки на зиму залишаються зеленими. У південному Криму поширений дикорослий вид — суничник дрібноплодий (Arbutus andrachne), дерево заввишки 5-12 м, яке має їстівні, але несмачні плоди, і часто культивується як декоративне дерево. Також там зустрічається суничник великоплодий (Arbutus unedo), сирі або варені плоди якого їстівні; крім того, з них виготовляють спиртні напої.

## Біологічний опис
Вічнозелені дрібні дерева або чагарники з гладкою коралово-червоною або тріщинуватою грубою бурою корою.
Листорозміщення чергове. Листки шкірясті, цілокраї або пилчасті, на черешках.
Цвіт у кінцевих повислих або прямостоячих волотях. Чашечка глибоко п'ятилопатева, залишається при плодах; віночок зрощено-пелюстковий, кулясто-глекоподібний, після цвітіння швидко опадає, білий або рожевий, з п'ятьма завернутими назовні тупими зубцями. Тичинок 10, які не виступають з віночка; пиляки з двома назад відігнутими придатками, відкриваються на верхівці отворами; тичинкові нитки тонковолосисті. Підматочковий диск зазвичай 16-лопатевий. Зав'язь п'ятигнізда, з численними насінними зачатками.
Плід — ягодоподібний, багатонасінний, пятигніздий, кулястий, з борошнистою м'якоттю, зазвичай зовні з горбкуватими залозками. Насіння дрібне, еліпсоїдне.
| |  |  |  |
| Зліва направо: Стовбур із відшаруванням кори (Arbutus andrachne). Листки (Arbutus × andrachnoides). Квіти (Arbutus menziesii). Стиглі плоди (Arbutus unedo). |  |  |  |

## Поширеність та екологія
Найбільша різноманітність видів спостерігається в Мексиці; рослини з цього роду ростуть також у Середземномор'ї, в Північній Америці та Європі (зокрема, в Ірландії).
Розводять посівом насіння.
Посухостійкі і світлолюбні.
Ростуть повільно, в 10 років досягають висоти 2,5 м, в 45 років — 5 м. В околицях Гаспри і на вершині Ай-Нікола два дерева, за оцінкою вчених, мають вік 1000 років. Окружність стовбура цих дерев близько 4 м.

## Значення та застосування

Ведмідь та суничне дерево на гербі Мадрида

Деревина буро-біла, міцна, тверда, важка, використовується для виготовлення столярних і токарних виробів.
Медоноси.
Листя використовують для дублення шкіри.
Кора містить андромедотоксин.
Суничне дерево зображено на гербі Мадрида, столиці Іспанії. Також цей герб зображують на таксі, різних покажчиках, каналізаційних люках та інших об'єктах міської інфраструктури.

## Таксономія
Arbutus L., Species Plantarum 1: 395 [Архівовано 11 січня 2022 у Wayback Machine.]. 1753.
Рід Суничне дерево входить до підродини Arbutoideae родини Вересові (Ericaceae) порядку Вересоцвіті (Ericales).
|  |                                   |  |                                                     |                                                     |                 |  | ще 25 родин (за Системою APG II) | ще 25 родин (за Системою APG II)   |                                    |  |                  |  | ще 5 родів | ще 5 родів |  |
|  |                                   |  |                                                     |                                                     |                 |  | ще 25 родин (за Системою APG II) | ще 25 родин (за Системою APG II)   |                                    |  |                  |  | ще 5 родів | ще 5 родів |  |
|  |                                   |  |                                                     | порядок Вересоцвіті                                 |                 |  |                                  |                                    | підродина Arbutoideae              |  |                  |  |            |            |  |
|  |                                   |  |                                                     | порядок Вересоцвіті                                 |                 |  |                                  |                                    | підродина Arbutoideae              |  | близько 14 видів |  |            |            |  |
|  | отдел Покритонасінні або Квіткові |  |                                                     |                                                     | родина Вересові |  |                                  |                                    | рід Суничник                       |  |                  |  |            |            |  |
|  | отдел Покритонасінні або Квіткові |  |                                                     |                                                     |                 |  |                                  |                                    |                                    |  |                  |  |            |            |  |
|  |                                   |  | ще 44 порядки квіткових рослин (за Системою APG II) | ще 44 порядки квіткових рослин (за Системою APG II) |                 |  |                                  | ще 7 підродин (за Системою APG II) | ще 7 підродин (за Системою APG II) |  |                  |  |            |            |  |
|  |                                   |  |                                                     | ще 44 порядки квіткових рослин (за Системою APG II) |                 |  |                                  |                                    | ще 7 підродин (за Системою APG II) |  |                  |  |            |            |  |

### Види
За інформацією бази даних The Plant List, рід включає 11 видів:
- Arbutus andrachne L. — Суничник дрібноплодий, або Суничник червоний
- Arbutus × andrachnoides Link
- Arbutus × androsterilis M.Salas & al.
- Arbutus arizonica (A.Gray) Sarg. — Суничне дерево аризонське, або Суничник аризонський

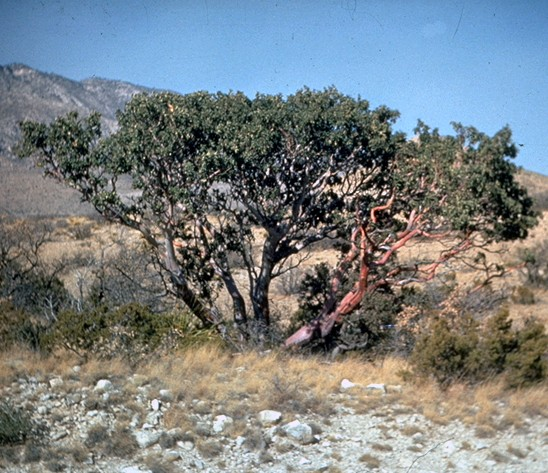
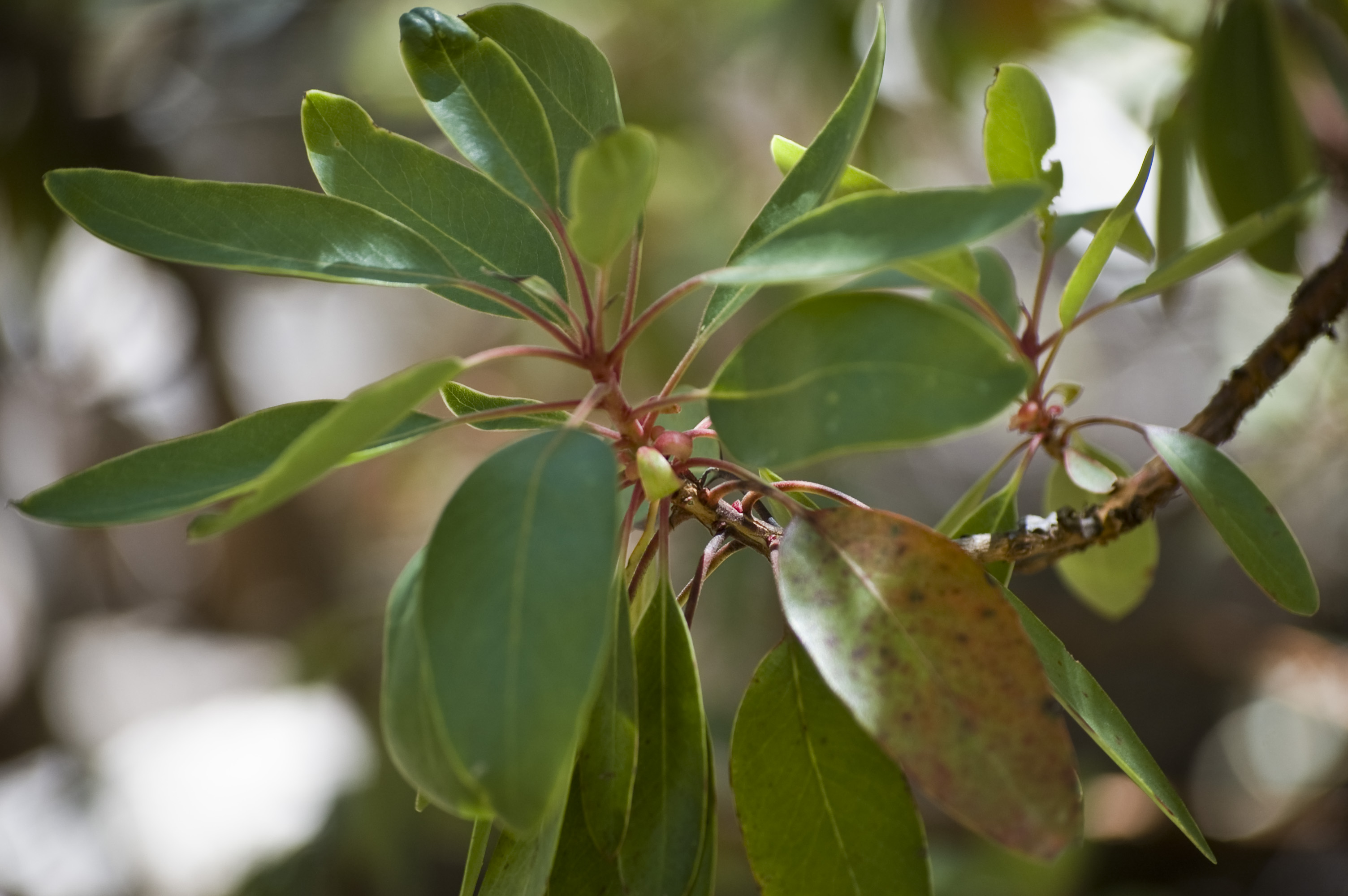
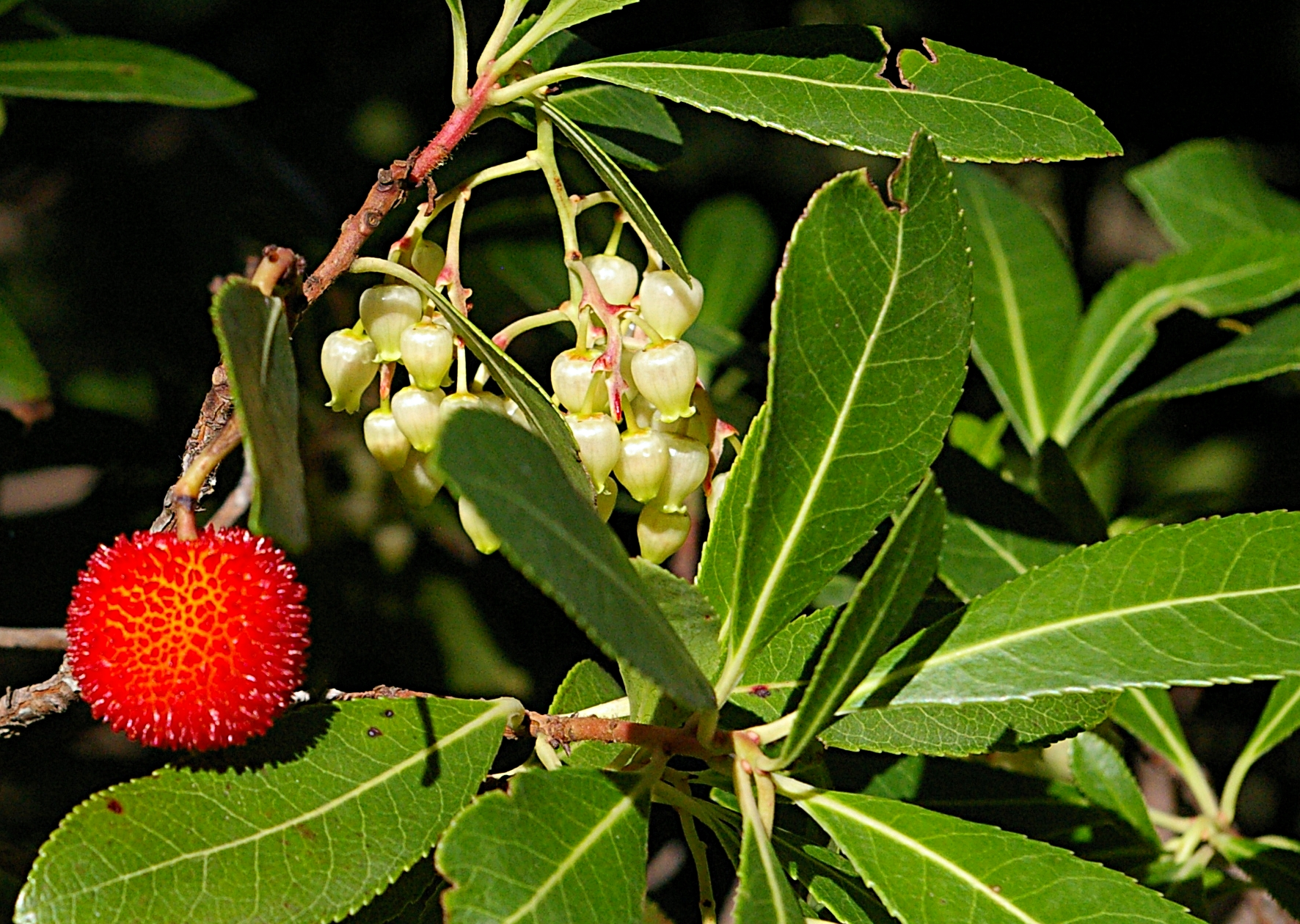
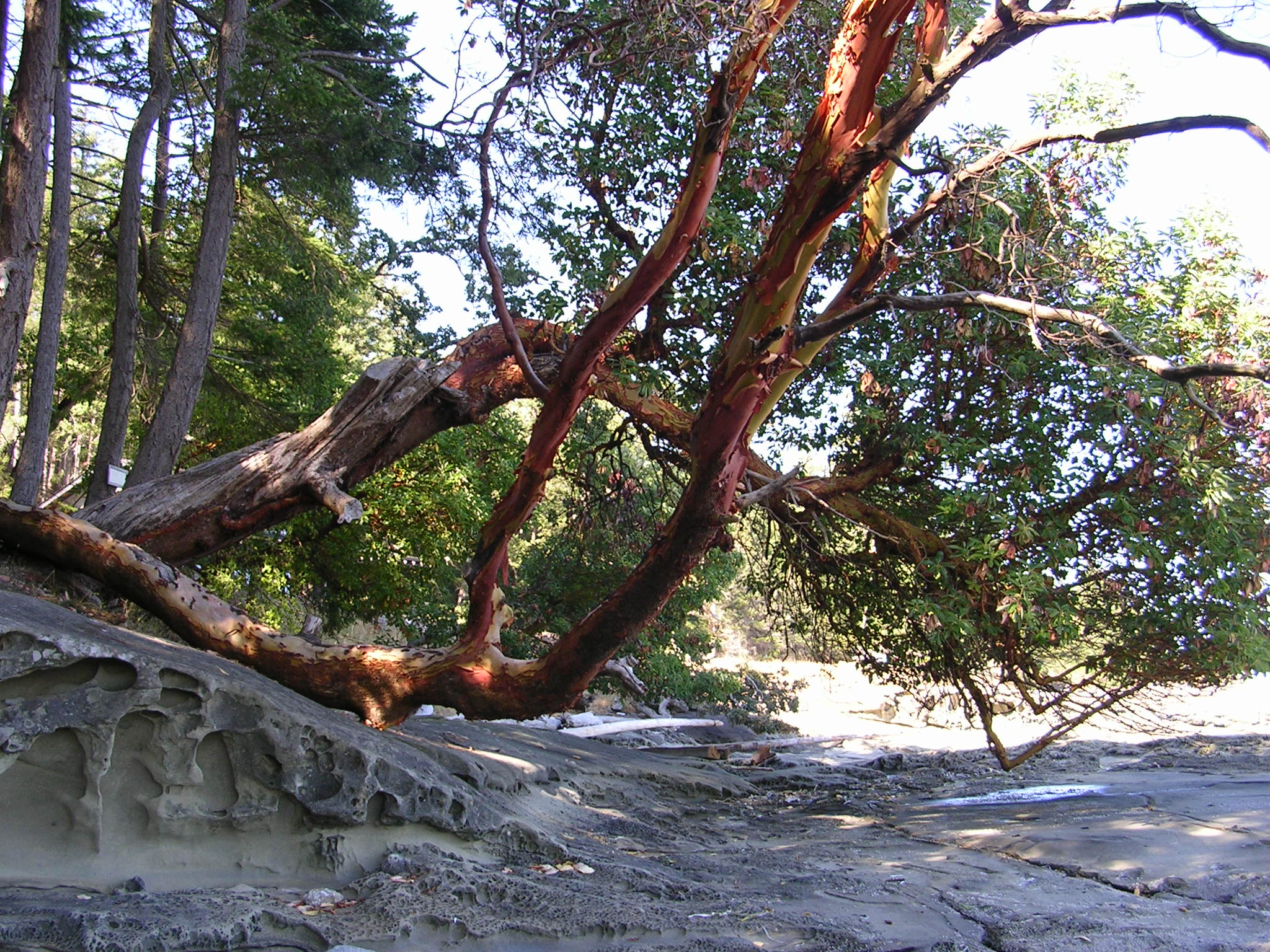

- Arbutus canariensis Duhamel — Суничне дерево канарське, або Суничник канарський
- Arbutus madrensis S.González
- Arbutus menziesii Pursh — Суничне дерево Мензиса, або Суничник Мензиса
- Arbutus occidentalis McVaugh & Rosatti
- Arbutus tessellata P.D.Sørensen
- Arbutus unedo L. типовий[3] — Суничник великоплодий, або Суничник сірий
- Arbutus xalapensis Kunth